# O Fio das Missangas
O Fio das Missangas é um livro de contos do escritor moçambicano prémio Camões Mia Couto, publicado em 2003. O Livro contém  vinte e nove contos curtos.

## Lista de contos
1. As três irmãs
2. O homem cadente
3. O cesto
4. Inundação
5. A saia amarrotada
6. O adiado avô
7. Meia culpa, meia própria culpa
8. Na tal noite
9. A despedideira
10. Mana Celunina, a esferográvida
11. O nome gordo de Isadorangela
12. O fio e as missangas
13. Os olhos dos mortos
14. A infinita fiadeira
15. Entrada no Céu
16. O mendigo Sexta-Feira jogando no mundial
17. Maria Pedra no cruzar dos caminhos
18. O novo padre
19. O peixe e o homem
20. A carta de Ronaldinho
21. O dono do cão do homem
22. Os machos lacrimosos
23. O rio das Quatro Luzes
24. O caçador de ausências
25. Enterro televisivo
26. A avó, a cidade e o semáforo
27. O menino que escrevia versos
28. Uma questão de honra
29. Peixe para Eulália